# Stadion Imarat
Stadion Imarat (azerski: İmarət stadionu) je bivši višenamjenski stadion u Agdamu, Azerbajdžan. Stadion je izgrađen 1952. godine te ga je koristio Qarabağ FK. Stadion je uništen u lipnju 1993. godine kada su ga armenske oružane snage uništile bombardiranjem tijekom Rata u Gorskom Karabahu.